# چتونیک
چتونیک (انگلیسی: Chthonic) از کلمه یونانی باستان khthών، "khthon" به معنای زمین یا خاک گرفته شده‌است. چتونیک به‌طور مستقیم تر از χθόνιος یا "در، زیر، یا زیر زمین" ترجمه می‌شود که می‌تواند از Γῆ یا "ge" متمایز شود که به سطح زنده زمین روی زمین صحبت می‌کند. در یونانی، چتونیک کلمه ای توصیفی برای چیزهای مربوط به دنیای زیرین یا دنیای مردگان است و می‌تواند در زمینه خدایان چتونیک، آیین‌های چتونیک و موارد دیگر استفاده شود. چتونیک در مقایسه با خدایان المپیک یا دوازده ایزد المپ‌نشین و رسم‌ها و آیین‌های مرتبط با آنهاست. خدایان المپیک اشاره به آنچه در بالای زمین، به ویژه در آسمان وجود دارد، درک می‌شود. خدایان مرتبط با کشاورزی نیز دارای پیوندهای چتونیک در نظر گرفته می‌شوند زیرا کاشت و رشد تا حدی در زیر زمین انجام می‌شود.

## خدایان چتونیک
خدایان یونانی به دو دسته تقسیم می شدند: خدایان بالای زمین و خدایان زیرین. خدایان چتونیک در یونان باستان در جهان اموات و مردگان ساکن بودند یا با آنها مرتبط بودند. برجسته‌ترین خدایان چتونیک عبارت بودند از: هادس، پرسفونه، دمتر و هکاته و همگی در اسطوره ربوده شدن پرسفونه و اسرار الوزیس در هم تنیده شدند. همچنین الهه‌های انتقام یا خشم‌ها یا ارینی‌ها، دیگر خدایان برجسته‌ی کلاسیک، نقش مهمی در اساطیر و ادبیات داشتند. یونانیان باستان از این خدایان عالم اموات به دلیل ارتباط آنها با مردگان و تصور خود مرگ می ترسیدند.